# Zone (groupe)
 (décembre 2020).
Si vous disposez d'ouvrages ou d'articles de référence ou si vous connaissez des sites web de qualité traitant du thème abordé ici, merci de compléter l'article en donnant les références utiles à sa vérifiabilité et en les liant à la section « Notes et références ».
 (mars 2019).
Pour les articles homonymes, voir zone.
Zone (ゾーン, stylisé ZONE au Japon) est un groupe féminin de J-pop originaire de Sapporo (Hokkaidō), actif de 1999 à 2005, et de 2011 à 2013.

## Histoire
Création de la maison de production Studio RunTime, il se compose, à ses débuts, en 1997, de huit très jeunes idoles japonaises, puis de six, et finalement de quatre pour la sortie d'un premier single « indépendant » en 1999.
Le groupe sort son premier single « major » en 2001, ses membres jouant alors de leurs propres instruments, une innovation dans le domaine des groupes d'idols d'habitude uniquement constitués de chanteuses/danseuses, et rencontre rapidement le succès. Mais la leader et guitariste du groupe, Takayo, le quitte en 2003 pour continuer ses études, sortant ultérieurement deux albums en solo ; elle est remplacée par l'une des précédentes membres de la formation à six, Tomoka, exclue de la formation définitive à quatre. Malgré un réel succès, le groupe se sépare en 2005, lorsque les membres entrent à l'université. Son second leader, la guitariste Miyu Nagase, continue en solo, tandis que la bassiste Maiko forme le groupe MARIA.
En août 2011, à l'occasion du dixième anniversaire de ses débuts en « major », le groupe se reforme, d'abord à titre provisoire, le temps d'un nouveau titre pour un album en hommage et de quelques concerts. Seules trois des membres participent à la reformation : Miyu, Maiko et Tomoka, la batteuse Mizuho ayant quitté le monde musical ; divers batteurs de session la remplacent pour les concerts, pour lesquels le trio se fait en conséquence appeler Z-ONE (« Zone minus one » / « Zone moins une »). Le groupe décide finalement de ne pas se séparer comme prévu et de poursuivre ensuite. Cependant, Tomoka décide de mettre un terme à sa carrière artistique en octobre suivant pour des problèmes de santé, et Miyu et Maiko continuent en duo. Le groupe sort en juin 2012 son premier single depuis sept ans, Treasure of the heart ~Kimi to Boku no Kiseki~.
Le 13 février 2013, la compagnie Runtime, propriétaire du groupe, annonce le renvoi de Miyu pour « conduite immorale et non-respect de ses engagements professionnels », celle-ci refusant de se produire et n'étant plus joignable. Zone se retrouve donc réduit à sa seule bassiste Maiko, qui annonce un mois plus tard la dissolution du groupe, à l'issue d'un ultime concert d'adieu le 7 avril suivant.

## Membres
- Takayo Ōkoshi : Takayo Ōkoshi (大越貴代?, née le 13 juin 1985) : chant, guitare (1999-2003) (remplacée par Tomoka)
- Maiko Sakae : Maiko Sakae (栄舞子?, née le 24 juillet 1986) : chant, basse (1999-2005 ; 2011-2013)
- Mizuho Saitō : Mizuho Saitō (斎藤瑞穂?, née le 12 décembre 1986) : chant, batterie (1999-2005)
- Miyu Nagase : Miyu Nagase (長瀬実夕?, née le 20 mai 1988) : chant principal, guitare (1999-2005 ; 2011-2013) (renvoyée en 2013)
- Tomoka Nishimura : Tomoka Nishimura (西村朝香?, née le 19 septembre 1986) : chant, guitare (2004-2005 ; 2011) (remplace Takayo)

## Formations
| Pré-débuts - Takayo - Miyu - Maiko - Mizuho - Tomoka - Ai | 1999-2003 - Takayo - Miyu - Maiko - Mizuho | 2004-2005 - Miyu - Maiko - Mizuho - Tomoka | 2011 - Miyu - Maiko - Tomoka | 2011-2013 - Miyu - Maiko | 2013 - Maiko |

## Discographie

### Albums
Originaux
- 14 février 2002 : Z
- 27 novembre 2002 : O
- 18 février 2004 : N

Compilations
- 13 avril 2005 : E ~Complete A side Singles~
- 19 avril 2006 : Ura E ~Complete B side Melodies~

Hommage
- 10 août 2011 : ZONE Tribute ~Kimi ga Kureta Mono~ (ZONEトリビュート～君がくれたもの～?)

Collaborations
- 19 mars 2003 : MUSIC FOR ATOM AGE♪
- 16 juillet 2003 : Astro Girlz & Boyz (Zone avec Girlz and Boyz (Run Time All Stars))
- 16 mars 2005 : LOVE for NANA 〜Only 1 Tribute〜

### Singles
Indie
- 18 décembre 1999 : Believe in love

Major
- 7 février 2001 : Good Days
- 23 mai 2001 : Dai Bakuhatsu No.1 (大爆発 NO.1?)
- 8 août 2001 : Secret Base ~Kimi ga Kureta Mono~ (Secret Base ～君がくれたもの～?)
- 14 novembre 2001 : Sekai No Hon No Katasumi Kara (世界のほんの片隅から?)
- 14 février 2002 : Yume No Kakera (夢ノカケラ・・・?)
- 17 juillet 2002 : Hitoshizuku (一雫?)
- 26 septembre 2002 : Akashi (証?)
- 27 novembre 2002 : Shiroi Hana (白い花?)
- 16 avril 2003 : True Blue / Renren... (True Blue／恋々・・・?)
- 30 juillet 2003 : H.A.N.A.B.I ~Kimi ga Ita Natsu~ (H・A・N・A・B・I ～君がいた夏～?)
- 29 octobre 2003 : Boku No Tegami (僕の手紙?)
- 4 février 2004 : Sotsugyō (卒業?)
- 2 juin 2004 : Taiyō No Kiss (太陽のKiss?)
- 4 août 2004 : Glory Colors ~Kaze No Tobira~ (Glory Colors ～風のトビラ～?)
- 9 mars 2005 : Egao Biyori (笑顔日和?)
- 6 juin 2012 : Treasure of the heart ~Kimi to Boku no Kiseki~ (Treasure of the heart ~キミとボクの奇跡~?)